# Rembrandt (film, 1936)
Rembrandt är en brittisk biografisk film från 1936 i regi av Alexander Korda. Filmen handlar om den nederländske 1600-talsmålaren Rembrandt van Rijn.

## Rollista i urval
- Charles Laughton - Rembrandt van Rijn
- Gertrude Lawrence - Geertje Dircx
- Elsa Lanchester - Hendrickje Stoffels
- Edward Chapman - Carel Fabritius
- Walter Hudd - Frans Banning Cocq
- Roger Livesey - Beggar Saul
- John Bryning - Titus van Rijn
- Sam Livesey - auktionsutropare
- Herbert Lomas - Gerrit van Rijn
- Allan Jeayes - Dr. Tulp
- John Clements - Govaert Flinck
- Raymond Huntley - Ludwick
- Abraham Sofaer - Dr. Menasseh
- Laurence Hanray - Heertsbeeke
- Austin Trevor - Marquis de Grand-Coeur
- Edmund Willard - Van Zeeland
- Leonard Sharp - stadsbo på auktion